# Кищук, Катя
Катери́на Серге́евна Кищу́к (род. 13 декабря 1993, Тула), более известная как Ка́тя Кищу́к и под сценическим именем KATERINA (2019—2022) и K (2022) — российская певица, блогер, автор песен и бывшая участница группы «SEREBRO».
В 2020 году вошла в рейтинг «30 самых перспективных россиян до 30 лет» по версии Forbes (в категории «Музыка»).

## Биография
Родилась 13 декабря 1993 в городе Тула. Отца зовут Сергей Кищук, мать — Светлана. Была младшим ребёнком в семье. Ходила на занятия по музыке, хореографии и рисованию. Особо интересовалась музыкой и танцами и подростком дважды победила на чемпионате России по хип-хопу. После окончания школы подала документы в несколько учебных заведений. Поступила в Московский университет культуры. Проучившись год, забрала документы. Затем стала студенткой «Гнесинки», но и там проучилась недолго и отправилась в Азию — сначала в Таиланд, а через несколько месяцев в Китай. В Азии подписала контракт на концертный тур, в который не поехала, поскольку прошла кастинг на прослушивание в группу «Серебро».

### «Серебро» (2016—2019)
В 2016 году услышала о кастинге в группу «Serebro», который был объявлен после ухода Дарьи Шашиной по состоянию здоровья, и приняла в нём участие. В апреле были объявлены результаты — Катерина Кищук победила.
Почти за три года, что провела в группе, приняла участие в записи альбома «Сила трёх» (2016) и в съёмках девяти клипов. Объявила о своём уходе из группы через некоторое время, после того, как о своём уходе заявила Ольга Серябкина.

### Под псевдонимом KATERINA (2019—2022)
1 февраля 2019 года начала сольную карьеру. В том же месяце в СМИ прошла информация, что она больше не является не только участницей «Серебра», но и вообще артисткой лейбла Malfa, — Максим Фадеев расторгнул с ней контракт. Кроме того, по сообщениям прессы, девушка лишилась своего инстаграм-аккаунта с более чем миллионом подписчиков, который был преобразован в коллективный аккаунт группы «Серебро» и передан новым участницам.
Взяв псевдоним KATERINA, 12 апреля певица представила свой дебютный сольный сингл — песню «Intro», фортепианную балладу c элементами эмбиента и этно. Одновременно на YouTube состоялась премьера клипа.
В начале июня того же года у Кищук вышел сольный альбом, озаглавленный «22К».
В том же месяце она представила коллаборацию с брендом For the Memory of a Lifetime — бело-розовые кроссовки марки Orgasm со своим силуэтом.
В том же году записала песню «Мишка» с группой «Пошлая Молли». Песня вышла в форме музыкального клипа 20 декабря 2019 года и позже вошла в мини-альбом «Пошлой Молли» PAYCHECK, который увидит свет на лейбле Warner Music Russia 19 февраля следующего года.
В 2020 году певица номинировалась в тридцатку самых перспективных россиян до 30 лет по версии Forbes и стала одним из трёх победителей в категории «Музыка».

### Под псевдонимом K (2022)
В марте 2022 года певица заявила об отказе от сценического псевдонима KATERINA, и что теперь будет выпускать музыку только на английском языке.
11 ноября состоялась премьера песни «Out of luck» под новым сценическим именем K, а 16 декабря был представлен видеоклип на эту песню.

## Личная жизнь
С 2019 года Кищук встречалась с британским рэпером Slowthai. В июне 2020 года Тайрон и Катя обручились. 18 июня 2021 года у них родился сын Рэйн (Rain). Певица не афишировала свою беременность до рождения ребёнка. В декабре 2022 года пара рассталась.

## Дискография

### Альбомы
| Оценки критиков | Оценки критиков |
| Источник        | Оценка          |
| --------------- | --------------- |
| InterMedia      | [ 15 ]          |
| The Flow        | положительная   |

| Название | Подробности                                                           | Чарты              |
| Название | Подробности                                                           | RU                 |
| Название | Подробности                                                           | Apple Music Топ-10 |
| -------- | --------------------------------------------------------------------- | ------------------ |
| «22К»    | - Релиз: 7 июня 2019 - Лейбл: Katerina - Формат: цифровая дистрибуция | 10                 |

### Синглы
| Год  | Название                          | Чарты                           | Чарты                 | Чарты                   | Примечания                                                 |
| Год  | Название                          | RU                              | RU                    | RU                      | Примечания                                                 |
| Год  | Название                          | TopHit Top Radio & YouTube Hits | TopHit Top Radio Hits | TopHit Top YouTube Hits | Примечания                                                 |
| ---- | --------------------------------- | ------------------------------- | --------------------- | ----------------------- | ---------------------------------------------------------- |
| 2019 | «Intro»                           |                                 |                       |                         | цифровой сингл, 12 апреля 2019                             |
| 2019 | «У меня есть деньги»              |                                 |                       |                         | цифровой сингл, 26 апреля 2019; песня вошла в альбом «22K» |
| 2019 | «Лучший друг» (Acoustic Version)  |                                 |                       |                         | цифровой сингл, 28 июня 2019                               |
| 2019 | «Offline»                         |                                 |                       |                         | цифровой сингл, 12 декабря 2019                            |
| 2019 | «Мишка» (Пошлая Молли & Katerina) | 72                              | —                     | 8                       | цифровой сингл, 20 декабря 2019                            |
| 2022 | «Out of luck»                     |                                 |                       |                         | цифровой сингл, 11 ноября 2022                             |

### Гостевое участие
| Год  | Название | Другой исполнитель | Альбом   |
| ---- | -------- | ------------------ | -------- |
| 2019 | Поцелуй  | White Punk         | Паук     |
| 2019 | Мишка    | Пошлая Молли       | Paycheck |

## В составе группы Serebro

#### Альбомы
- Сила трёх (2016)
- Chico Loco (2019)

## Видеография

### Сольно
| Год  | Клип                               | Режиссёр         |
| ---- | ---------------------------------- | ---------------- |
| 2019 | «Intro»                            | Юлия Шадрински   |
| 2019 | «Лучший друг» (Acoustic Version)   | не указан        |
| 2019 | «Мишка» (совместно с Пошлой Молли) | Никита Квасников |
| 2022 | «Out of luck»                      | Анна Химма       |